# Wilczkowo (Lubomino)
Wilczkowo (deutsch Wolfsdorf) ist ein Dorf in der polnischen Woiwodschaft Ermland-Masuren. Es liegt im Powiat Lidzbarski (Heilsberger Kreis), gehört zur Landgemeinde Lubomino (Arnsdorf) und bildet hier ein eigenes Schulzenamt.

## Geographische Lage
Das Dorf liegt im historischen Ostpreußen nordöstlich des Dittrichsdorfer Sees,  etwa 27 Kilometer südwestlich von Heilsberg  (Lidzbark Warmiński).

## Geschichte
Der vor 1785 Wulfsdorf genannte Ort erhielt bereits 1332 die Handfeste. Zwischen 1874 und 1945 war Wolfsdorf Sitz und namengebender Ort eines Amtsbezirks, der zum Landkreis Heilsberg im Regierungsbezirk Königsberg der preußischen Provinz Ostpreußen  des Deutschen Reichs gehörte.
Am 30. September 1928 wurden die Gutsbezirke Scharnigk A und Scharnigk B (heute polnisch: Żardeniki) mit dem Wohnplatz Glaubensfeld (polnisch: Gliniak) nach Wolfsdorf eingemeindet.
Gegen Ende des Zweiten Weltkriegs wurde die Region Anfang 1945  von der Roten Armee besetzt. Im Sommer 1945 wurde Wolfsdorf  von der sowjetischen Besatzungsmacht gemäß dem Potsdamer Abkommen zusammen mit der südlichen Hälfte Ostpreußens unter polnische Verwaltung gestellt. Für Wolfsdorf wurde die polnische  Ortsbezeichnung Wilczkowo eingeführt. Soweit die Einwohner nicht geflohen waren, wurden sie in der darauf folgenden Zeit aus Wolfsdorf vertrieben.
Das Dorf ist heute Sitz eines Schulzenamtes und gehört zur Landgemeinde Lubomino (Arnsdorf) im Powiat Lidzbarski der Woiwodschaft Ermland-Masuren (1975 bis 1998 Woiwodschaft Olsztyn).

### Demographie
| Jahr | Einwohner | Anmerkungen                              |
| ---- | --------- | ---------------------------------------- |
| 1816 | 359       | [ 2 ]                                    |
| 1852 | 615       | [ 3 ]                                    |
| 1858 | 682       | davon 31 Evangelische und 651 Katholiken |
| 1871 | 810       | [ 5 ]                                    |
| 1910 | 640       | .                                        |
| 1933 | 869       | [ 7 ]                                    |
| 1939 | 799       | [ 7 ]                                    |

## Verkehr
Durch den Ort verläuft die Woiwodschaftsstraße 593, die von Miłakowo (Liebstadt) über Dobre Miasto (Guttstadt) bis nach Reszel (Rößel) führt.
Die nächste Bahnstation ist Bzowiec (Beiswalde) an der Bahnlinie 221 von Gutkowo (Göttkendorf) bei Olsztyn (Allenstein) nach Braniewo (Braunsberg).

## Amtsbezirk Wolfsdorf
Am 21. Mai 1874 wurde Wolfsdorf Amtsdorf und namensgebend für einen Amtsbezirk innerhalb des Landkreises Heilsberg. Ihm gehörten anfangs acht Kommunen zu:
| Deutscher Name | Polnischer Name | Bemerkungen                      |
| -------------- | --------------- | -------------------------------- |
| Beiswalde      | Bzowiec         |                                  |
| Lauterwalde    | Samborek        |                                  |
| Petersdorf     | Piotrowo        |                                  |
| Regerteln      | Rogiedle        |                                  |
| Scharnigk A    | Żardeniki       | 1928 nach Wolfsdorf eingemeindet |
| Scharnigk B    | Żardeniki       | 1928 nach Wolfsdorf eingemeindet |
| Warlack        | Worławki        |                                  |
| Wolfsdorf      | Wilczkowo       |                                  |

Sechs Kommunen blieben bis 1945 in den Amtsbezirk eingegliedert. Heute sind sie auf die beiden Landgemeinden Lubomino (Arnsdorf), Świątki (Heiligenthal) und die Stadt- und Landgemeinde Dobre Miasto (Guttstadt) verteilt.

## Kirchengemeinden

### Evangelische Kirchengemeinde
Die zahlenmäßig wenigen evangelischen Kirchenglieder waren bis 1945 in das Kirchspiel Regerteln (heute polnisch: Rogiedle), bis 1894 in das Kirchspiel Guttstadt, eingepfarrt. Es gehörte zum Kirchenkreis Braunsberg  (Braniewo) in der Kirchenprovinz Ostpreußen der Kirche der Altpreußischen Union. Heute ist Olsztyn (Allenstein) die zuständige Pfarrei. Sie gehört zur Diözese Masuren der Evangelisch-Augsburgischen Kirche in Polen.

### Katholische Kirchengemeinde
Die katholischen Kirchenglieder hatten und haben die Pfarrkirche vor Ort. Sie trägt den Namen Johannes des Täufers, ebenso wie die Pfarrei, die zum Dekanat Świątki (Heiligenthal) im Erzbistum Ermland der Katholischen Kirche in Polen gehört.

## Persönlichkeiten
- Anton Grunwald (1921–2008), Gewerkschaftsfunktionär sowie Kommunalpolitiker und Bürgermeister der Stadt Aachen
- Alfred Kosing (1928–2020), marxistischer Philosoph

## Besonderes
Ein Modell des Dorfes befindet sich in den Schauräumen des Kulturzentrums Ostpreußen in Ellingen.